# Ralph Greenberg
Ralph Greenberg (Chester, Pensilvânia, 2 de setembro de 1944) é um matemático estadunidense, que trabalha com teoria dos números de curvas elípticas e teoria algébrica dos números (teoria de Iwasawa).
Greenberg estudou na Universidade da Pensilvânia, com o grau de bacharel em 1966, obtendo um doutorado em 1971 na Universidade de Princeton, orientado por Kenkichi Iwasawa, com a tese On some questions concerning the Iwasawa Invariants. No pós-doutorado esteve de 1972 a 1973 no Instituto de Estudos Avançados de Princeton (e novamente em 1981). Em 1970 foi professor assistente na Universidade de Maryland, em 1974 na Universidade Brandeis e em 1978 na Universidade de Washington, onde foi em 1979 professor associado e em 1983 professor.
Foi palestrante convidado do Congresso Internacional de Matemáticos em Hyderabad (2010: Selmer Groups and Congruences). É fellow da American Mathematical Society.

## Obras
- Iwasawa theory, projective modules, and modular representations, American Mathematical Society 2011